# 필립 음팡고
필립 이스도르 음팡고(스와힐리어: Philip Isdor Mpango, 1957년 7월 14일~)는 탄자니아의 경제학자이자 정치인으로 탄자니아의 부통령을 맡고 있다. 그는 탄자니아 의회의 만장일치로 2021년 3월 31일 취임 선서를 했고, 2021년 3월 30일 사미아 술루후 하산 대통령의 지명을 받았다. 2015년 3월부터 2021년 3월 30일까지 탄자니아 내각에서 재정기획부 장관을 지냈다.

## 어린 시절 및 교육
음팡고는 1957년 7월 14일 탄자니아 키고마주에서 태어났다. 초등학교와 중학교를 졸업한 후, 그는 부코바에 있는 이훈고 고등학교로 전학하여 A-레벨 교육을 수료하였다.
음팡고는 다르에스살람 대학교에서 경제학 학사, 문학 석사, 철학 박사 학위를 취득했다. 그는 스웨덴의 룬드 대학교에서 박사과정 연구 중 일부를 했다.

## 정치 경력
음팡고는 탄자니아의 국회의원으로 존 마구풀리 대통령에 의해 지명되었다. 헌법은 대통령이 최대 10명의 의원을 지명할 수 있도록 허용하고 있다.
2015년 12월 23일, 존 마구풀리 대통령은 음팡고를 재무 및 기획부 장관으로 임명했다. 2020년, 마구풀리는 그를 재임명했다. 음팡고는 재무장관 재임 5년 동안 탄자니아 경제를 평균 6~7% 향상시킨 공로를 인정받았다.
2021년 3월 17일 대통령 마구풀리의 사망이 발표되면서 부통령 사미아 술루후 하산이 후임 대통령으로 취임하였고, 2021년 3월 30일 부통령으로 임명되었다.